# Bruce Springsteen and the E Street Band Reunion Tour
Reunion Tour è il nome con cui è conosciuta la tournée mondiale intrapresa dal cantautore statunitense Bruce Springsteen con la E Street Band tra il 1999 e il 2000, la prima insieme dopo oltre dieci anni.
Il tour, a differenza di altri precedenti, non fu realizzato per la promozione di un nuovo album, anche se nello stesso periodo furono pubblicati le raccolte di inediti Tracks e la sua versione ridotta 18 Tracks, ma unicamente per celebrare la rinnovata collaborazione tra Springsteen e la sua storica band di supporto.

## Preparazione
Le prime avvisaglie di una possibile nuova collaborazione tra Bruce Springsteen e la E Street Band c'erano già state nel 1995 quando il cantautore riunì il suo storico gruppo per la registrazione di alcuni nuovi brani da inserire nella sua raccolta di successi pubblicata quell'anno. Nonostante ci fosse stato un seguito a quelle registrazioni con qualche esibizione dal vivo e i tempi sembrassero maturi per un nuovo disco o un tour con la band, Springsteen sorprese tutti realizzando The Ghost of Tom Joad, un disco solista e sostanzialmente acustico a cui seguì una tournée realizzata con lo stesso stile, con il cantautore che si esibì da solo in teatri e piccole sale da concerto.
Nel 1997 e nel 1998 Springsteen dedicò molto tempo alla produzione della raccolta di inediti Tracks, cofanetto quadruplo che contiene più di sessanta brani scelti tra gli oltre 350 pazientemente raccolti e catalogati dal suo tecnico di fiducia Toby Scott, scartati o mai completati e che per la maggior parte erano stati registrati con la E Street Band. Springsteen invitò alcuni membri del gruppo per completare alcune di queste tracce rimaste solo abbozzate. Nello stesso periodo inoltre pubblicò Songs, un libro con i suoi testi da lui commentati. L'incontro con i suoi musicisti e la riscoperta del vecchio materiale fecero tornare a Springsteen la voglia di ritornare a suonare con la sua band storica, dopo un decennio di attività sostanzialmente solistica.
L'8 dicembre 1998 fu quindi annunciata la tanto attesa reunion con la E Street Band per un tour mondiale. I preparativi non furono semplici per i molti dubbi che il cantautore cominciò a nutrire sulla bontà di una scelta che poteva apparire nostalgica, sulla possibilità che tra di loro si ricreasse la giusta atmosfera, ma anche per problemi contrattuali e manageriali con i singoli musicisti e per i loro impegni pregressi. Max Weinberg, ad esempio, era impegnato come band leader dell'orchestra del popolare programma televisivo di Conan O'Brien, mentre Steven Van Zandt, che se ne era andato dal gruppo all'inizio degli anni ottanta, era impegnato come attore nel ruolo del gangster Silvio Dante nella serie televisiva I Soprano.
Le prove dei concerti si svolsero nel New Jersey e il tour fu preceduto da due prove generali alla Convention Hall di Asbury Park il 18 e 19 marzo. Nel frattempo era stata confermata la notizia che la formazione della E Street Band sarebbe stata quella classica degli anni ottanta con il ritorno di Steven Van Zandt come secondo chitarrista al fianco di Nils Lofgren.
Qualche giorno prima, il 16 marzo, si tenne a New York la cerimonia per l'ingresso di Springsteen nella Rock and Roll Hall of Fame. La notizia dell'inclusione del cantautore nel prestigioso museo a 25 anni dalla sua prima uscita discografia (Greetings from Asbury Park, N.J. nel 1973) ma senza la E Street Band aveva provocato qualche polemica e malcontento tra molti fan. Nonostante ciò Springsteen si esibì con il gruppo al completo durante la cerimonia, attribuendo ai suoi compagni il meritato riconoscimento, interpretando Tenth Avenue Freeze-Out, canzone iconica che racconta, in modo a tratti romanzato, la nascita della E Street Band e che ne costituisce una sorta di sigla. Per tutto il successivo tour la canzone fu utilizzata per la roboante e lunghissima presentazione dei musicisti.

## Itinerario

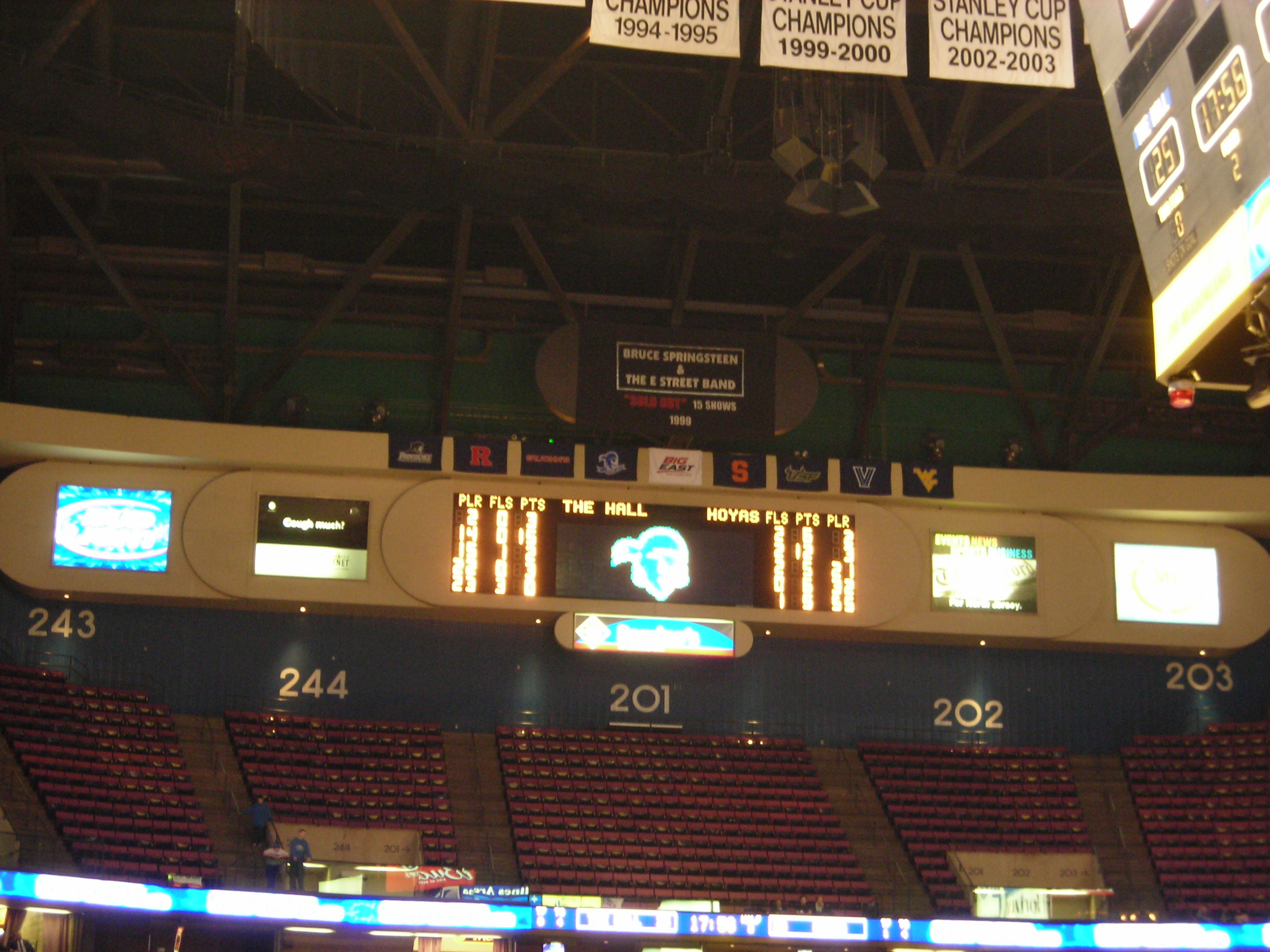
Il banner posto all'interno della Continental Airlines Arena di East Rutherford a ricordo dei 15 spettacoli di Springsteen del 1999.

La tournée fu inaugurata a Barcellona il 9 aprile 1999 e continuò visitando le principali città e capitali europee fino all'estate quando, dopo 36 concerti e una breve pausa, riprese negli Stati Uniti. La prima parte del tour europeo si svolse all'interno di grandi palazzetti dello sport al coperto per poi spostarsi all'aperto negli stadi calcistici e di rugby. In Italia, ad esempio, i primi concerti si svolsero in aprile all'interno del PalaMalaguti di Casalecchio di Reno alle porte di Bologna e al Mediolanum Forum di Assago, ma l'ultimo concerto si svolse a giugno a Genova nello stadio di Marassi.
Il tour americano iniziò il 15 luglio con 15 concerti sold out consecutivi alla Continental Airlines Arena di East Rutherford. La band rimase quasi un mese nell'arena del New Jersey e ai concerti assistettero più di 300 000 persone. Altre tappe con concerti in più date consecutive nello stesso luogo furono effettuate nelle grandi città dove Springsteen godeva di maggior seguito come Filadelfia, Boston, Chicago e Los Angeles. Dopo 52 concerti la seconda parte del tour terminò a Minneapolis alla fine di novembre.
Il Reunion Tour riprese dopo una lunga sosta invernale nel febbraio del 2000 con spettacoli nelle arene sportive e percorse prevalentemente città del sud degli Stati Uniti e del Midwest con qualche tappa all'ovest e in Canada e si concluse con 10 concerti consecutivi al Madison Square Garden di New York tra il 12 giugno e il 1º luglio.

## Lo spettacolo
Durante il tour Springsteen spaziò in tutto il suo vasto repertorio eseguendo a rotazione praticamente tutte le canzoni dei dischi registrati con l'ausilio della E Street Band. Poche furono invece le canzoni provenienti dai suoi dischi solisti. Del suo album acustico Nebraska furono eseguite solo Atlantic City, ma nella versione full band che si era già sentita negli anni ottanta, e Mansion on the Hill, in una versione country che richiamava la cover di Emmylou Harris. Rare furono le esecuzioni delle canzoni tratte da Tunnel of Love e da Human Touch e Lucky Town. Anche Youngtown, canzone contenuta in The Ghost of Tom Joad, fu eseguira in una potente versione elettrica molto diversa da quella quasi acustica originale. Born in the U.S.A. invece, uno dei pezzi forti della band nei concerti degli anni ottanta, fu eseguita in una versione acustica analoga a quella del provino presente in Tracks. Spazio più ampio fu dato ai brani inediti contenuti nella raccolta Greatest Hits e al successivo EP Blood Brothers realizzato con la E Street Band. Molte poi furono le esecuzioni di brani tratti dalla recente raccolta di inediti Tracks e dalla sua versione ridotta 18 Tracks, disco che uscì nei negozi nell'aprile del 1999 proprio durante le prime fasi del tour. Tra queste My Love Will Not Let You Down, outtake di Born in the U.S.A., che fu utilizzata come pezzo di apertura dei concerti per tutta la prima parte della tournée.
Grande spazio fu dato, di solito all'inizio dei concerti, a Prove It All Night e The Promised Land, classici degli anni settanta molto amati dal pubblico, seguite da una lunghissima Two Hearts, caratterizzata dal duetto finale che serviva a enfatizzare il rapporto tra Springsteen e la sua "spalla" Steven Van Zandt. La parte centrale dei concerti fu quasi sempre occupata da una sequenza di cinque canzoni suonate in fila: la versione elettrica di Youngstown, con una assolo di chitarra di Nils Lofgren; Murder Incorporated che metteva in evidenza tutte e tre le chitarre elettriche presenti sul palco; la classica Badlands, caratterizzata dal coinvolgente coro del pubblico nella parte centrale; Out in the Street, con una lunghissima coda nella quale i musicisti si alternavano in duetto con il leader sul ritornello e, anche in questo caso, con il coinvolgente coro del pubblico; infine la lunga versione di Tenth Avenue Freeze-Out, nel mezzo della quale Springsteen presentava il gruppo.
Springsteen utilizzava la parte centrale di Tenth Avenue Freeze-Out per raccontare in modo ironico l'epica nascita della E Street Band, assumendo il ruolo enfatico di un predicatore nell'atto di tenere un "sermone gospel" il cui tema era l'ottenimento della salvezza attraverso il rock 'n' roll. Inframezzando citazioni musicali di It's All Right di Curtis Mayfield oppure di Take Me to the River di Al Green, e utilizzando simbologie cristiane come il fiume, dove avviene il battesimo purificatore, il predicatore interpretato da Springsteen raccontava di aver capito che la sua missione salvifica aveva bisogno di una band: la destinazione finale era «il fiume della resurrezione, dove ognuno può trovare la salvezza. Ma non ci si può arrivare da soli. Serve un aiuto». Introduceva quindi i musicisti come le persone necessarie e indispensabili affinché tale missione potesse compiersi.
Poi ripartiva la musica nel punto in cui il testo cita "Big Man", cioè il sassofonista Clarence Clemons, che si unisce al gruppo.
Il siparietto del predicatore ritornava poi in Light of Day, una canzone che Springsteen aveva donato al regista Paul Schrader per il suo film La luce del giorno del 1987, mai pubblicata nella versione in studio, ma che era stata presente spesso nei suoi tour precedenti e nel disco dal vivo In Concert. La litania del "pastore del rock and roll" divenne uno dei simboli del tour tanto che l'espressione "Ministry of Rock and Roll" iniziò ad essere stampata anche sulle magliette celebrative dei concerti.
Verso la fine della tournée Springsteen iniziò a proporre anche nuove canzoni. Una di queste, Land of Hope and Dream, divenne un pezzo forte dei concerti, spesso eseguita in chiusura. Suonata come un vivace gospel, era caratterizzata dal mandolino suonato da Van Zandt e veniva presentava con la promessa che la band sarebbe stata ricostituita per sempre. Scritta appositamente per il tour e in parte ispirata al gospel tradizionale This Train is Bound for Glory, interpretato tra gli altri da Woody Guthrie, a Mystery Train nella versione di Elvis Presley, e a People Get Ready di Curtis Mayfield, la canzone si basa sulla metafora di un treno in movimento, allegoria del viaggio intrapreso dalla band, che accoglie chiunque a bordo e dove tutti sono i benvenuti. Further On (Up the Road), scritta in inverno nella pausa durante la quale Springsteen e il gruppo si ritrovarono per qualche sessione di registrazione in vista di un possibile nuovo album in studio, esordì in giugno nel concerto di Atlanta insieme a American Skin (41 Shots), una canzone dedicata allo studente africano Amadou Diallo, ucciso dalla polizia di New York in un discusso scontro a fuoco, che fu suonata durante le ultime date newyorkesi del Reunion Tour, provocando aspre polemiche e il risentimento di parte dell'amministrazione cittadina nonché del sindacato di polizia locale.
Altre canzoni inedite che esordirono nei concerti finali al Madison Square Garden furono Another Thin Line e Code of Silence, scritte da Springsteen con l'amico cantautore Joe Grushecky. Come ultima canzone dell'ultimo concerto, Springsteen scelse Blood Brothers, provata l'anno prima ad Asbury Park, ma mai fatta in pubblico. La canzone, a cui fu aggiunta una strofa inedita, era stata incisa nel 1995 per la raccolta Greatest Hits durante l'effimera reunion di quell'anno ed è un ulteriore omaggio del cantautore ai suoi compagni, i suoi "fratelli di sangue".

## Accoglienza
La tanto attesa reunion tra Springsteen e la E Street Band fu salutata da un notevole successo di pubblico e di critica. La tranche europea di 36 date, tra cui molte in grandi stadi, fu seguita da mezzo milione di persone e la maggior parte dei concerti statunitensi del 1999 raggiunsero il "tutto esaurito" in prevendita. Le 15 date consecutive a East Rutherford nel suo New Jersey con più di 300 000 spettatori segnarono un record per l'epoca. Nel palazzetto che al tempo ospitava le partite casinghe dei New Jersey Nets nel campionato di basket NBA e dei New Jersey Devils nel campionato di hockey NHL, fu posto uno stendardo vicino a quelli delle maglie dei giocatori ritirate per celebrare il record di Springsteen e della E Street Band. Sprinsgteen deteneva già il record dell'arena del New Jersey con le 11 date consecutive nel 1992 e le 10 nel 1984. Anche le dieci apparizioni consecutive sold out al Madison Square Garden di New York furono un record per l'epoca. 
I vendite di biglietti nel sud degli Stati Uniti, un mercato storicamente meno favorevole a Springsteen, non riuscirono in alcuni casi a raggiungere i risultati sperati. Considerando il solo 1999, il tour si posizionò ai primi posti tra quelli con il maggior incasso nell'anno insieme a quello dei Rolling Stones.

## Concerti
| Data              | Città             | Nazione     | Impianto                         |
| ----------------- | ----------------- | ----------- | -------------------------------- |
| Prove generali    |                   |             |                                  |
| 18-19 marzo 1999  | Asbury Park       | Stati Uniti | Convention Hall                  |
| Europa            |                   |             |                                  |
| 9 aprile 1999     | Barcellona        | Spagna      | Palau Sant Jordi                 |
| 11 aprile 1999    | Barcellona        | Spagna      | Palau Sant Jordi                 |
| 13 aprile 1999    | Monaco            | Germania    | Olympiahalle                     |
| 15 aprile 1999    | Colonia           | Germania    | Kölnarena                        |
| 17 aprile 1999    | Bologna           | Italia      | PalaMalaguti                     |
| 19 aprile 1999    | Milano            | Italia      | Mediolanum Forum                 |
| 20 aprile 1999    | Milano            | Italia      | Mediolanum Forum                 |
| 23 aprile 1999    | Ratisbona         | Germania    | Donau Arena                      |
| 24 aprile 1999    | Vienna            | Austria     | Wiener Stadthalle                |
| 26 aprile 1999    | Zurigo            | Svizzera    | Hallenstadion                    |
| 28 aprile 1999    | Lione             | Francia     | Halle Tony Garnier               |
| 1º maggio 1999    | Manchester        | Inghilterra | Manchester Evening News Arena    |
| 2 maggio 1999     | Manchester        | Inghilterra | Manchester Evening News Arena    |
| 16 maggio 1999    | Birmingham        | Inghilterra | NEC Arena                        |
| 18 maggio 1999    | Londra            | Inghilterra | Earls Court Exhibition Centre    |
| 19 maggio 1999    | Londra            | Inghilterra | Earls Court Exhibition Centre    |
| 21 maggio 1999    | Londra            | Inghilterra | Earls Court Exhibition Centre    |
| 23 maggio 1999    | Londra            | Inghilterra | Earls Court Exhibition Centre    |
| 25 maggio 1999    | Dublino           | Irlanda     | RDS Arena                        |
| 27 maggio 1999    | Gand              | Belgio      | Flanders Expo                    |
| 29 maggio 1999    | Berlino           | Germania    | Parkbühne Wuhlheide              |
| 30 maggio 1999    | Berlino           | Germania    | Parkbühne Wuhlheide              |
| 2 giugno 1999     | Parigi            | Francia     | Palais Omnisports de Paris-Bercy |
| 3 giugno 1999     | Parigi            | Francia     | Palais Omnisports de Paris-Bercy |
| 5 giugno 1999     | Saragozza         | Spagna      | Estadio de La Romareda           |
| 7 giugno 1999     | Madrid            | Spagna      | Estadio Olímpico de Madrid       |
| 11 giugno 1999    | Genova            | Italia      | Stadio Luigi Ferraris            |
| 13 giugno 1999    | Lipsia            | Germania    | Bruno-Plache-Stadion             |
| 15 giugno 1999    | Offenbach         | Germania    | Stadion am Bieberer Berg         |
| 17 giugno 1999    | Brema             | Germania    | Weserstadion                     |
| 19 giugno 1999    | Arnhem            | Paesi Bassi | Gelredome                        |
| 20 giugno 1999    | Arnhem            | Paesi Bassi | Gelredome                        |
| 23 giugno 1999    | Stoccolma         | Svezia      | Olympiastadion                   |
| 24 giugno 1999    | Stoccolma         | Svezia      | Olympiastadion                   |
| 26 giugno 1999    | Copenaghen        | Danimarca   | Parken Stadium                   |
| 27 giugno 1999    | Oslo              | Norvegia    | Valle Hovin                      |
| America del Nord  |                   |             |                                  |
| 15 luglio 1999    | East Rutherford   | Stati Uniti | Continental Airlines Arena       |
| 18 luglio 1999    | East Rutherford   | Stati Uniti | Continental Airlines Arena       |
| 20 luglio 1999    | East Rutherford   | Stati Uniti | Continental Airlines Arena       |
| 24 luglio 1999    | East Rutherford   | Stati Uniti | Continental Airlines Arena       |
| 26 luglio 1999    | East Rutherford   | Stati Uniti | Continental Airlines Arena       |
| 27 luglio 1999    | East Rutherford   | Stati Uniti | Continental Airlines Arena       |
| 29 luglio 1999    | East Rutherford   | Stati Uniti | Continental Airlines Arena       |
| 1º agosto 1999    | East Rutherford   | Stati Uniti | Continental Airlines Arena       |
| 2 agosto 1999     | East Rutherford   | Stati Uniti | Continental Airlines Arena       |
| 4 agosto 1999     | East Rutherford   | Stati Uniti | Continental Airlines Arena       |
| 6 agosto 1999     | East Rutherford   | Stati Uniti | Continental Airlines Arena       |
| 7 agosto 1999     | East Rutherford   | Stati Uniti | Continental Airlines Arena       |
| 9 agosto 1999     | East Rutherford   | Stati Uniti | Continental Airlines Arena       |
| 11 agosto 1999    | East Rutherford   | Stati Uniti | Continental Airlines Arena       |
| 12 agosto 1999    | East Rutherford   | Stati Uniti | Continental Airlines Arena       |
| 21 agosto 1999    | Boston            | Stati Uniti | FleetCenter                      |
| 22 agosto 1999    | Boston            | Stati Uniti | FleetCenter                      |
| 24 agosto 1999    | Boston            | Stati Uniti | FleetCenter                      |
| 26 agosto 1999    | Boston            | Stati Uniti | FleetCenter                      |
| 27 agosto 1999    | Boston            | Stati Uniti | FleetCenter                      |
| 31 agosto 1999    | Washington        | Stati Uniti | MCI Center                       |
| 1º settembre 1999 | Washington        | Stati Uniti | MCI Center                       |
| 3 settembre 1999  | Washington        | Stati Uniti | MCI Center                       |
| 8 settembre 1999  | Auburn Hills      | Stati Uniti | The Palace of Auburn Hills       |
| 9 settembre 1999  | Auburn Hills      | Stati Uniti | The Palace of Auburn Hills       |
| 13 settembre 1999 | Filadelfia        | Stati Uniti | First Union Center               |
| 15 settembre 1999 | Filadelfia        | Stati Uniti | First Union Center               |
| 20 settembre 1999 | Filadelfia        | Stati Uniti | First Union Center               |
| 21 settembre 1999 | Filadelfia        | Stati Uniti | First Union Center               |
| 24 settembre 1999 | Filadelfia        | Stati Uniti | First Union Spectrum             |
| 25 settembre 1999 | Filadelfia        | Stati Uniti | First Union Center               |
| 27 settembre 1999 | Chicago           | Stati Uniti | United Center                    |
| 28 settembre 1999 | Chicago           | Stati Uniti | United Center                    |
| 30 settembre 1999 | Chicago           | Stati Uniti | United Center                    |
| 15 ottobre 1999   | Phoenix           | Stati Uniti | America West Arena               |
| 17 ottobre 1999   | Los Angeles       | Stati Uniti | Staples Center                   |
| 18 ottobre 1999   | Los Angeles       | Stati Uniti | Staples Center                   |
| 21 ottobre 1999   | Los Angeles       | Stati Uniti | Staples Center                   |
| 23 ottobre 1999   | Los Angeles       | Stati Uniti | Staples Center                   |
| 25 ottobre 1999   | Oakland           | Stati Uniti | Oakland Arena                    |
| 26 ottobre 1999   | Oakland           | Stati Uniti | Oakland Arena                    |
| 28 ottobre 1999   | Oakland           | Stati Uniti | Oakland Arena                    |
| 6 novembre 1999   | Fargo             | Stati Uniti | Fargodome                        |
| 9 novembre 1999   | Milwaukee         | Stati Uniti | Bradley Center                   |
| 10 novembre 1999  | Indianapolis      | Stati Uniti | Conseco Fieldhouse               |
| 14 novembre 1999  | Cleveland         | Stati Uniti | Gund Arena                       |
| 15 novembre 1999  | Cleveland         | Stati Uniti | Gund Arena                       |
| 17 novembre 1999  | Columbus          | Stati Uniti | Value City Arena                 |
| 19 novembre 1999  | Buffalo           | Stati Uniti | Marine Midland Arena             |
| 21 novembre 1999  | Albany            | Stati Uniti | Pepsi Arena                      |
| 28 novembre 1999  | Minneapolis       | Stati Uniti | Target Center                    |
| 29 novembre 1999  | Minneapolis       | Stati Uniti | Target Center                    |
| America del Nord  |                   |             |                                  |
| 28 febbraio 2000  | University Park   | Stati Uniti | Bryce Jordan Center              |
| 4 marzo 2000      | Orlando           | Stati Uniti | Orlando Arena                    |
| 6 marzo 2000      | Tampa             | Stati Uniti | Ice Palace                       |
| 9 marzo 2000      | Sunrise           | Stati Uniti | National Car Rental Center       |
| 10 marzo 2000     | Sunrise           | Stati Uniti | National Car Rental Center       |
| 13 marzo 2000     | Dallas            | Stati Uniti | Reunion Arena                    |
| 14 marzo 2000     | North Little Rock | Stati Uniti | Alltel Arena                     |
| 18 marzo 2000     | Memphis           | Stati Uniti | Pyramid Arena                    |
| 19 marzo 2000     | New Orleans       | Stati Uniti | New Orleans Arena                |
| 30 marzo 2000     | Denver            | Stati Uniti | Pepsi Center                     |
| 31 marzo 2000     | Denver            | Stati Uniti | Pepsi Center                     |
| 3 aprile 2000     | Portland          | Stati Uniti | Rose Garden                      |
| 4 aprile 2000     | Tacoma            | Stati Uniti | Tacoma Dome                      |
| 8 aprile 2000     | Saint Louis       | Stati Uniti | Kiel Center                      |
| 9 aprile 2000     | Kansas City       | Stati Uniti | Kemper Arena                     |
| 12 aprile 2000    | Nashville         | Stati Uniti | Nashville Arena                  |
| 15 aprile 2000    | Louisville        | Stati Uniti | Freedom Hall                     |
| 17 aprile 2000    | Austin            | Stati Uniti | Frank Erwin Center               |
| 18 aprile 2000    | Houston           | Stati Uniti | Compaq Center                    |
| 21 aprile 2000    | Charlotte         | Stati Uniti | Charlotte Coliseum               |
| 22 aprile 2000    | Raleigh           | Stati Uniti | RBC Center                       |
| 25 aprile 2000    | Pittsburgh        | Stati Uniti | Mellon Arena                     |
| 26 aprile 2000    | Pittsburgh        | Stati Uniti | Mellon Arena                     |
| 30 aprile 2000    | Cincinnati        | Stati Uniti | Firstar Center                   |
| 3 maggio 2000     | Toronto           | Canada      | Air Canada Centre                |
| 4 maggio 2000     | Toronto           | Canada      | Air Canada Centre                |
| 7 maggio 2000     | Hartford          | Stati Uniti | Hartford Civic Center            |
| 8 maggio 2000     | Hartford          | Stati Uniti | Hartford Civic Center            |
| 21 maggio 2000    | Anaheim           | Stati Uniti | Anaheim Pond                     |
| 22 maggio 2000    | Anaheim           | Stati Uniti | Anaheim Pond                     |
| 27 maggio 2000    | Las Vegas         | Stati Uniti | MGM Grand Garden Arena           |
| 29 maggio 2000    | Salt Lake City    | Stati Uniti | Delta Center                     |
| 3 giugno 2000     | Atlanta           | Stati Uniti | Philips Arena                    |
| 4 giugno 2000     | Atlanta           | Stati Uniti | Philips Arena                    |
| 12 giugno 2000    | New York          | Stati Uniti | Madison Square Garden            |
| 15 giugno 2000    | New York          | Stati Uniti | Madison Square Garden            |
| 17 giugno 2000    | New York          | Stati Uniti | Madison Square Garden            |
| 20 giugno 2000    | New York          | Stati Uniti | Madison Square Garden            |
| 22 giugno 2000    | New York          | Stati Uniti | Madison Square Garden            |
| 23 giugno 2000    | New York          | Stati Uniti | Madison Square Garden            |
| 26 giugno 2000    | New York          | Stati Uniti | Madison Square Garden            |
| 27 giugno 2000    | New York          | Stati Uniti | Madison Square Garden            |
| 29 giugno 2000    | New York          | Stati Uniti | Madison Square Garden            |
| 1º luglio 2000    | New York          | Stati Uniti | Madison Square Garden            |

### Concerti rinviati
- 16 e 17 agosto 1999, Auburn Hills: rinviati all'8 e 9 settembre 1999[31]
- 16 settembre 1999, Filadelfia, Spectrum: rinviato al 24 settembre 1999[32]
- 3 e 4 novembre 1999, Minneapolis: rinviati al 28 e 29 novembre[33]

## Scaletta
La scaletta tipica dei concerti aveva come nucleo centrale alcune delle canzoni più popolari realizzate da Springsteen con la E Street Band, ma nel corso del tour il cantautore spaziò in gran parte del suo repertorio. Alcuni brani furono eseguiti raramente o anche una volta sola come nel caso di Roulette e delle altre incluse in Tracks. Inoltre esordirono alcune nuove canzoni: tra queste tre composte da Springsteen con Joe Grushecky. Tra le molte cover eseguite, alcune erano già presenti nel repertorio dei tour degli anni settanta e ottanta.

### Canzoni originali
Greetings from Asbury Park, N.J.
- Blinded by the Light
- Does This Bus Stop at 82nd Street?
- For You
- Growin' Up
- It's Hard to Be a Saint in the City
- Lost in the Flood
- Mary Queen of Arkansas
- Spirit in the Night

The Wild, the Innocent & the E Street Shuffle
- 4th of July, Asbury Park (Sandy)
- The E Street Shuffle
- Incident on 57th Street
- New York City Serenade
- Rosalita (Come Out Tonight)

Born to Run
- Backstreets
- Born to Run
- Jungleland
- Meeting Across the River
- Night
- She's the One
- Tenth Avenue Freeze-Out
- Thunder Road

Darkness on the Edge of Town
- Adam Raised a Cain
- Badlands
- Candy's Room
- Darkness on the Edge of Town
- Factory
- The Promised Land
- Prove It All Night
- Racing in the Street
- Something in the Night

The River
- Cadillac Ranch
- Hungry Heart
- Independence Day
- Out in the Street
- Point Blank
- Ramrod
- The River
- Sherry Darling
- The Ties That Bind
- Two Hearts
- You Can Look (But You Better Not Touch)

Nebraska
- Atlantic City
- Mansion on the Hill

Born in the U.S.A.
- Bobby Jean
- Born in the U.S.A.
- Dancing in the Dark
- Darlington County
- Downbound Train
- I'm on Fire
- My Hometown
- No Surrender
- Working on the Highway

Tunnel of Love
- Brilliant Disguise
- Tougher Than the Rest

Human Touch
- Human Touch
- Roll of the Dice

Lucky Town
- Better Days
- If I Should Fall Behind
- Lucky Town

Greatest Hits
- Blood Brothers
- Murder Incorporated
- Secret Garden
- Streets of Philadelphia
- This Hard Land

The Ghost of Tom Joad
- The Ghost of Tom Joad
- Sinaloa Cowboys
- Youngstown

Tracks
- Back in Your Arms
- Be True
- Brothers Under the Bridge
- Car Wash
- Dollhouse
- Don't Look Back
- Frankie
- Give the Girl a Kiss
- I Wanna Be With You
- Janey, Don't You Lose Heart
- Lion's Den
- Loose Ends
- My Love Will Not Let You Down
- Rendezvous
- Roulette
- Stand on It
- Take 'Em As They Come
- Where the Bands Are

18 Tracks
- The Fever
- Trouble River
- The Promise

Altre
- American Skin (41 Shots)
- Because the Night
- Fire (citazione in Tenth Avenue Freeze-Out)
- Further On (Up the Road)
- In Freehold
- Land of Hope and Dreams
- Light of Day
- Red-Headed Woman
- Another Thin Line (Bruce Springsteen, Joe Grushecky)
- Code of Silence (Bruce Springsteen, Joe Grushecky)
- Idiot's Delight (Bruce Springsteen, Joe Grushecky)

### Altre canzoni provate o fuori scaletta
- I'm Not Sleeping (Bruce Springsteen, Joe Grushecky)
- Seeds

### Cover
- Can't Help Falling in Love (Elvis Presley)
- Dancing in the Street (Martha and the Vandellas)
- Follow That Dream (Elvis Presley)
- Gloria (Van Morrison)
- Raise Your Hand (Eddie Floyd)
- Santa Claus Is Coming to Town
- Soul Man (Sam & Dave)
- Trapped (Jimmy Cliff)
- Viva Las Vegas (Elvis Presley)
- War (Edwin Starr)
- Who'll Stop the Rain? (Creedence Clearwater Revival)
- Citazioni all'interno di Tenth Avenue Freeze-Out:
  - It's All Right (Curtis Mayfield)
  - Take Me to the River (Al Green)
  - Rumble Doll (Patti Scialfa)
- Citazioni all'interno di Light of Day:
  - I've Been Everywhere (Hank Snow)

## Formazione
- Bruce Springsteen – voce, chitarra, armonica a bocca e pianoforte
- E Street Band
  - Roy Bittan – pianoforte e tastiere
  - Clarence Clemons – sassofono, percussioni e cori
  - Danny Federici – organo elettronico, glockenspiel elettronico e fisarmonica
  - Nils Lofgren – chitarra, pedal steel guitar, banjo e cori
  - Patti Scialfa – chitarra e cori
  - Garry Tallent – basso elettrico
  - Steven Van Zandt – chitarra, mandolino e cori
  - Max Weinberg – batteria

Patti Scialfa non partecipò ad alcuni concerti per motivi familiari e per le conseguenze della perforazione di un timpano.

### Ospiti
Durante il tour Springsteen ha occasionalmente ospitato sul palco amici musicisti e collaboratori.
- Jon Bon Jovi – duetto su Hungry Heart (Lione, 28 aprile 1999)
- Elliott Murphy – duetto su Hungry Heart e Born To Run (Gand, 27 maggio 1999)
- Elliott Murphy – duetto su Hungry Heart (Parigi, 6 giugno 1999)
- Bobby Bandiera – duetto su Hungry Heart (East Rutherfotd, 29 luglio 1999)
- Soozie Tyrell – violino su Factory (East Rutherfotd, 12 agosto 1999), violino su The Ghost of Tom Joad e Youngston (New York 20, 22 giugno 2000)
- Jon Bon Jovi, Richie Sambora, Melissa Etheridge – duetto su Hungry Heart (East Rutherfotd, 12 agosto 1999)
- Peter Wolf – duetto su Raise Your Hand (Boston 27 agosto 1999)
- Bonnie Raitt, Bruce Hornsby, Mary Chapin Carpenter, Shawn Colvin, Jackson Browne – duetto su Red Headed Woman (Washington 3 settembre 1999)
- Jackson Browne – duetto su Hungry Heart (Washington 3 settembre 1999)
- Sam Moore – duetto su Soul Man (Phoenix 15 ottobre 1999)
- Southside Johnny – duetto su Hungry Heart (Oakland 28 ottobre 1999)
- Joe Ely – duetto su All Just To Get To You (Austin 17 aprile 2000)
- Joe Grushecky – duetto su Idiot's Delight (Pittsburgh 25 aprile 2000) e Hungry Heart (Pittsburgh 26 aprile)

Ali Weinberg (figlia di Max) alle tastiere, il cugino di Springsteen Frank Bruno alla chitarra e l'amico Steve Eitelberg apparvero come ospiti in alcuni concerti.

## Trasmissioni televisive e discografia
I due concerti finali al Madison Square Garden di New York divennero la base per uno speciale televisivo trasmesso dalla rete via cavo HBO il 7 aprile 2001. In seguito una versione ampliata del programma fu messo in commercio su DVD e ne fu tratto un doppio CD.
A partire dal 2014 Springsteen iniziò a pubblicare le registrazioni restaurate digitalmente di alcuni suoi concerti resi disponibile per il download attraverso il suo sito ufficiale nei formati MP3, lossless con qualità CD-Audio e in alta definizione a 24 bit/192 kHz oppure come tradizionali album in formato CD. Negli anni successivi sono stati resi disponibili alcuni concerti del Reunion Tour, tra i quali quello finale al Madison Square Garden di New York del 1 luglio 2000.
- 2001 – Bruce Springsteen & the E Street Band, Live in New York City, CD (doppio), Columbia Records Sony Music COL 500000 2
- 2001 – Bruce Springsteen & the E Street Band, Live in New York City, DVD (doppio), SMV Enterprises Sony Music 0540719000
- 2001 – Bruce Springsteen, The Complete Video Anthology/1978-2000, DVD (doppio), Columbia Music Video C2D 49010, contiene If I Should Fall Behind registrata durante il tour
- 2003 – Bruce Springsteen, The Essential Bruce Springsteen, CD (triplo), Columbia Records Sony Music COL 513700 9, la versione De Luxe della raccolta contiene Code of Silence registrata durante il tour
- 2017 – Bruce Springsteen & the E Street Band, Madison Square Garden, New York, 07/01/2000, download digitale, live.brucespringsteen.net, registrato al Madison Square Garden di New York il 1 luglio 2000
- 2018 – Bruce Springsteen & the E Street Band, Chicago September 30, 1999, download digitale, live.brucespringsteen.net, registrato allo United Center di Chicago il 30 settembre 1999
- 2019 – Bruce Springsteen & the E Street Band, Los Angeles October 23, 1999, download digitale, live.brucespringsteen.net, registrato allo Staples Center di Los Angeles il 23 ottobre 1999